# Agonás György
Agonás György (Budapest, 1942. június 15. – Oszaka, 2001. november 26.) zongoraművész, tanár.

## Családja
Édesapja, dr. Agonás József bankár.
Agonás József három évet járt a budapesti Képzőművészeti Főiskolára, majd jogi és államtudományi egyetemet végzett. A festőművész az 1920-as évek kilátástalansága miatt váltott át a jogi pályára. 1928-tól 1968-ig mindig vezető állású volt. Édesapja a Dreher–Hagemacher Sörgyárban főpénztáros – vámügyi előadóként dolgozott, 4 gyermeke volt, ezek közül dr. Agonás Pál ugyancsak jogi végzettségű.
Édesanyja, Terletter Rozália Anna, akit dr. Agonás József mint a Magyar Általános Hitelbank igazgatója 1935. május 10-én vett feleségül. Terletter Rozália Anna a dr. Theodor Terletter zum Berg bajor – német származású vegyészmérnök és savniki Marschalko Ilona osztrák kántortanító házasságából 1910-ben született. Ebből a házasságból született Agonás Péter 1937-ben és 1942–ben Agonás György a későbbi muzsikus, zongoraművész.
Marschalkó Ilona és édesanyja képzett amatőr muzsikusok voltak. A művészi érzék feltehetően a nagyanyai felvidéki lőcsei, savniki Marschalko ágról származik, ahol a családfában Marschalkó János szobrász, festő, grafikus és dr. Székelyhidy Ferencné Marschalkó Rózsi opera énekesnő.

## Életpályája
Muzikális középpolgári családban született, ötéves korában az elemi iskola megkezdése előtt kezdett zongorázni tanulni. Első tanára Christian Gizella (Liszt Ferenc és Juhász Aladár tanítvány), akitől az alapokat nagyon gyorsan megtanulta. Még kis fiú és nagy átéléssel elementárisan játssza a mutatós szalondarabokat, nagyon gyorsan, talán túl gyorsan halad. Több évtized távlatából megállapíthatjuk, hogy elsőszámú és legjelentősebb segítője édesanyja volt, aki mindent megtett volna fia sikereiért, ami sajnos csak kis részben sikerült.
Néhány évi tanulás után, mint ígéretesnek mutatkozó gyereket Vasadi Balogh Lajos karmester meghallgatta és 1953-ban a fiatal dr. Kiszely Andor zongoraművész, karmester, tanárhoz irányította. Ő készítette fel a sikeres konzervatóriumi felvételire is. A tanárváltás időszerű volt, mert az oktatás is fejlődik és "Gizi néni" könnyed, szalonos, smúzos, bécsies, sikerorientált metodikája már nem felelt meg a kor bartókos elvárásainak, nem is beszélve pl. a kéztartásról és a művek megválasztásáról.
A konzervatóriumot és a Zenei Gimnáziumot azonos időben 1953-ban kezdte el. A konzervatóriumot (5 évet) Zempléni Kornél irányítása alatt 19 éves korában végezte. 1961-ben felvették a Liszt Ferenc Zeneművészeti Főiskolára, ahol Hernádi Lajos tanítványaként 1965-ben végzett.
Utána a budapesti Zeneművészi Főiskolán tanársegéd, majd 1968-tól a moszkvai Csajkovszkíj Akadémia ösztöndíjasa, ahol 3 évig Vlagyimir Rudolf Kehrer zongoraművész mesterképzőjében tanult, summa cum laude-val végez és a német nyelv mellett jól megtanult oroszul is.
Első felesége Salánki Hédi csembalóművész, akitől rövidesen elvált.
Ezt követően Budapesten volt főiskolai adjunktus, majd Japánba távozott, folyamatosan koncertezett, az Art Musica Osaka Művészeti Akadémia tanáraként, rektor helyettesként doktoranduszokat tanított a 2001-ben bekövetkezett haláláig.
Többször is elnyerte Oszakában a „legkiválóbb tanár” címet, amelyet máshol tanító professzorok ajándékoztak neki. Brutálisan szigorú, következetes, kíméletlen, a kompromisszumokat el nem fogadó, a maximális tiszteletet igénylő legendás tanár volt. Az Oszakai Művészeti Akadémia 59 tagú tanári testületének egyedüli tagja volt, aki nem japán származású és ugyanakkor rektor helyettes, ez mindent elmond tanári tevékenységének elfogadásáról. Folyamatosan jól meg tanult japánul beszélni.
A doktoranduszok képzésénél felvetődött a megszerzett tudás későbbi hasznosításának kérdése, mi lesz, ha valakinél úgy alakult, hogy nem lett pódiumművész. Ezért a doktor iskolai tanterv fakultatív kiegészítésére lehetőséget biztosított hallgatóinak közismert Every Greenek és dzsessz-számok nemzetközileg elismert pl. Oscar Peterson, André Previn stb. feldolgozásainak a megtanulására. George Gershwintől egy-két fontos művet valamennyi doktorandusznak tudni kellett. Ezeket a szórakoztatózenei iparban jól tudták hasznosítani. A klasszikus, valamint egyéb zeneművek tanításánál szigorúan megkövetelte a harmonizációk részletes analízisét.
Egy lánya van Agonás Krisztina képzőművész.
Több éves betegeskedés után szívinfarktusban váratlanul hunyt el.